# Sainte-Tréphine
Sainte-Tréphine é uma comuna francesa na região administrativa da Bretanha, no departamento de Côtes-d'Armor. Estende-se por uma área de 12,52 km². Em 2010 a comuna tinha 187 habitantes (densidade: 14,9 hab./km²).